# Jakob Lenz (opera)

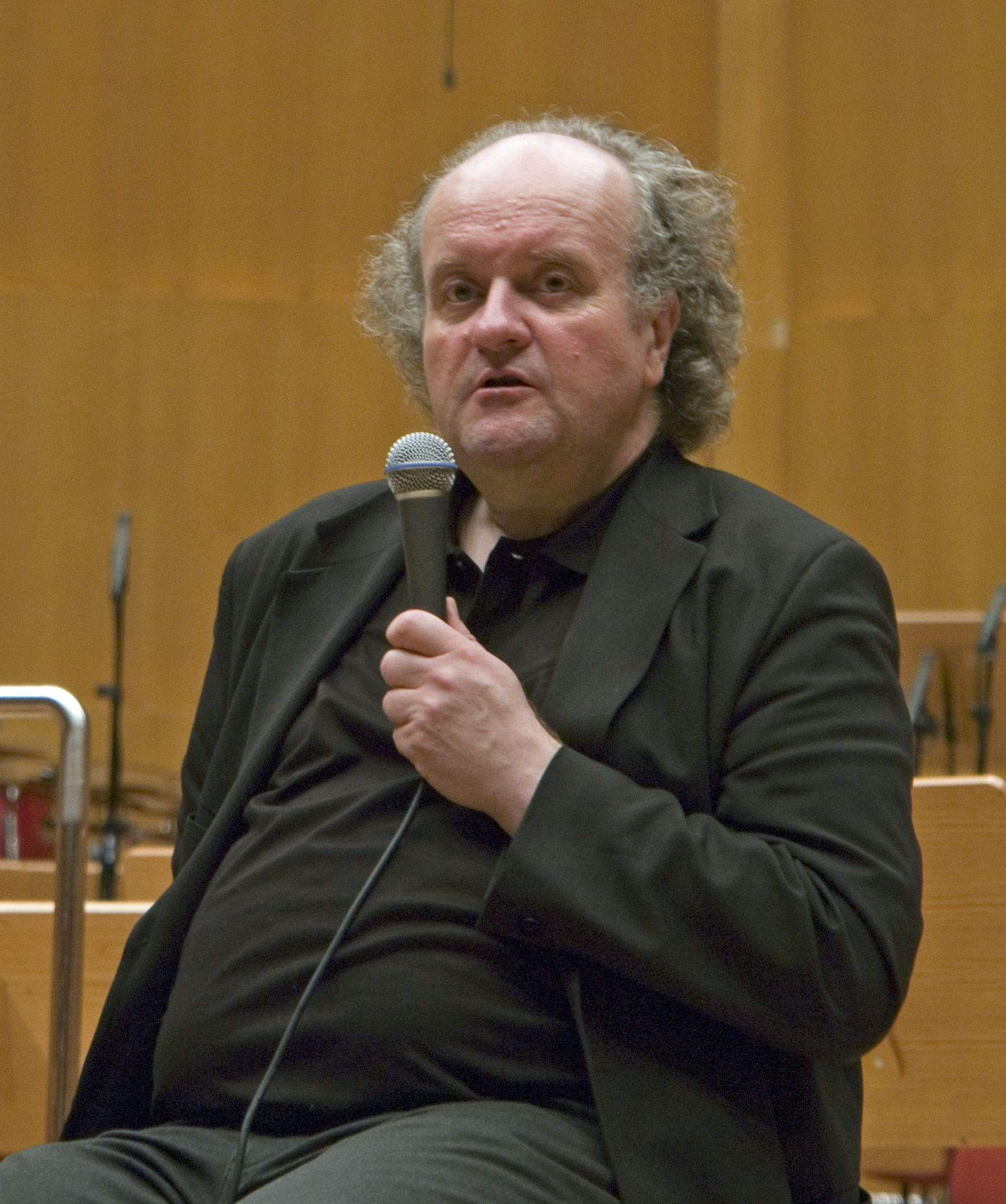
Wolfgang Rihm

Jakob Lenz är en opera i en akt (13 scener) med musik av Wolfgang Rihm och med text av Michael Frölich efter Georg Büchners berättelse Lenz (1836), som bygger på en händelse i poeten Jakob Lenz liv. Operan uruppfördes 8 mars 1979 på Hamburgs Statsopera.
Büchners ämne, en konstnärs sammanbrott på grund av inre tvångsföreställningar, möjliggör en musikalisk framställning av den mångfasetterade personlighetens förfall. Stilistiskt sett anknyter operan till såväl den romantiska operatraditionens illustrerade moment som till Andra Wienskolan eller atonalitetens språkbehandlingsteknik. Användandet av traditionella former gav verket stabilitet och underlättade mottagandet av den här kammaroperan, som upplevde flera insceneringar i Europa och Amerika.

## Personer
- Lenz (baryton)
- Oberlin (bas)
- Kaufmann (tenor)
- Sex röster (2 sopraner, 2 altar, 2 basar)

## Handling
Lenz, som av inre röster lockas ut i det främmande, kommer fram till pastor Oberlins hus, där han kastar sig i en brunn. Oberlin räddar honom och låter honom stanna hos sig. Under natten plågas Lenz av längtan efter Friederike. Han gör ett nytt självmordsförsök, men rädda på nytt av Oberlin. Denne vill hjälpa Lenz att slappna av genom en promenad i den fria naturen. Rösterna personifieras och framträder som bönder, vilkas hoppfulla budskap inspirerar Lenz till en predikan. En köpman dyker upp. Han ironiserar över situationen och uppmuntrar Lenz att bege sig hem. Lenz flyr på nytt, men tröstas av rösterna, som sedan plötsligt förutspår Friederikes död. Han vänder om och finner en död flicka, som han tror är Friederike. Han försöker förgäves återuppliva henne. Köpmannen försöker få honom att bege sig hem. Lenz blir våldsam och måste till slut sättas i tvångströja.